# Castanopsis tungurrut
Castanopsis tungurrut là một loài thực vật có hoa trong họ Fagaceae. Loài này được (Blume) A.DC. mô tả khoa học đầu tiên năm 1863.